# Noeetomima radiata
Noeetomima radiata är en tvåvingeart som beskrevs av Günther Enderlein 1937. Noeetomima radiata ingår i släktet Noeetomima och familjen lövflugor. Inga underarter finns listade i Catalogue of Life.